# 호계면
호계면(虎溪面)은 대한민국 경상북도 문경시의 면이다. 넓이는 53.1km2이고, 인구는 2006년 기준으로 2,640명이다.

## 행정 구역
| 법정리 | 한자명 | 행정리                    | 비고                                        |
| ------ | ------ | ------------------------- | ------------------------------------------- |
| 가도리 | 加道里 | 가도리                    |                                             |
| 견탄리 | 犬灘里 | 견탄1리, 견탄2리, 견탄3리 | 국군체육부대, 경상북도문경교육지원청 소재지 |
| 구산리 | 龜山里 | 구산리                    |                                             |
| 막곡리 | 幕谷里 | 막곡1리, 막곡2리          | 면 행정복지센터 소재지                      |
| 별암리 | 鱉岩里 | 별암리                    |                                             |
| 봉서리 | 鳳棲里 | 봉서1리, 봉서2리          |                                             |
| 부곡리 | 富谷里 | 부곡리                    |                                             |
| 선암리 | 仙岩里 | 선암1리, 선암2리          |                                             |
| 우로리 | 牛老里 | 우로1리, 우로2리          |                                             |
| 지천리 | 芝泉里 | 지천리                    |                                             |
| 호계리 | 虎溪里 | 호계리                    |                                             |

## 교육 기관
- 문경대학교 (별암리)
- 호계초등학교 (막곡리)
- 부천초등학교 (폐교) - 호계면 부곡길 14 (지천리)
- 신기초등학교 대성분교 (폐교) - 호계면 태봉1길 25 (견탄리, 現 문경교육지원청)
- 문경중학교 호계분교 (폐교) - 호계면 상무로 377 (호계리)